# وقف الحجارية
وقف الحجارية هو وقف عقاري وزراعي في ضاحية من ضواحي المدينة المنورة في المملكة العربية السعودية. تم تخصيص ذلك الوقف كصندوق ائتمان (وقف) تم تأسيسه في عام 1513. ثم تحول إلى مَعلَمٍ يستخدم كمرجع قانوني للممتلكات الأخرى في العديد من وثائق المحكمة. ووثائق المحكمة هذه هي أكثر من مجرد سجلات قانونية؛ كما أنها بمثابة الحفاظ التاريخي على الظروف الاجتماعية والسياسية لتلك الفترة. وبالمثل فإن سجل وتاريخ وقف الحجارية بمثابة حماية تاريخية لتلك الحقبة الزمنية أيضًا.

## تعريف الوقف
والوقف هو مصطلح إسلامي يعني: «حبس الشيء لغرضً ما»، كمثال: تخصيص أرض أو عقار كـ «وقف»، يُنفق من الأموال الناتجة عنها على وجه من أوجه الخير، مثل التعليم أو الصحة أو كفالة الأيتام وما شابه. وهو بذلك يختلف عن الصدقة، في أنه لا يتم إنفاق العين ذاتها بل ما ينتج عنها من أموال. أي أنه يُعد صدقة جارية. وعادةٍ ما يُحدد الواقف أوجه الإنفاق التي تُصرف فيها أموال الوقف. وفي كثير من الدول الإسلامية توجد هيئات تتولى إدارة تلك الأوقاف وإنفاق ما ينتج عنها في الأوجه المخصصة له. بل إن في بعض الدول توجد وزارة خاصة بذلك مثل وزارة الأوقاف بمصر.

## وصف وقف الحجارية
يتكون وقف الحجارية من جزئين هما: «البيت الكبير» على طريق السوق، بالإضافة إلى مزرعة الحجارية الزراعية المعروفة على طريق طحان الواقع في الطريق إلى مسجد قباء. وكان يُنفق من الأموال الناتجة عن هذا الوقف على العلماء والمدرسين بالمسجد النبوي.

## تاريخ الوقف
يُعد وقف الحجارية من أكثر الأوقاف المعروفة في المدينة منذ أكثر من 500 عام. وقد أوقفه الشيخ أبو بكر بن عبد الله الحجار. وكان وقف الحجارية مَعلَمًا بارزا، وورد ذكره في العديد من وثائق المحكمة العثمانية، واستُخدم كنقطة مرجعية للممتلكات المجاورة بحيث تُنسب إليه، كما هو موضح في هذا السجل  الذي يرجع إلى عام 977 هجري (الموافق 1569 ميلادي). وهذه الوثائق لها أهمية تاريخية حيث حكمت الدولة العثمانية هذه المنطقة خلال تلك الفترة، وتُعد وثائق المحكمة هي أفضل المراجع التاريخية المحفوظة في تلك الحقبة.

## حالة الوقف الحالية
حاليا تم بيع وقف الحجارية، وتم تطوير المنطقة، وتحويل عائدات الوقف إلى استثمارات عقارية أخرى في المدينة المنورة، والتي ما زال يحتفظ بها أحفاد عائلة الحجار.